# Orgia

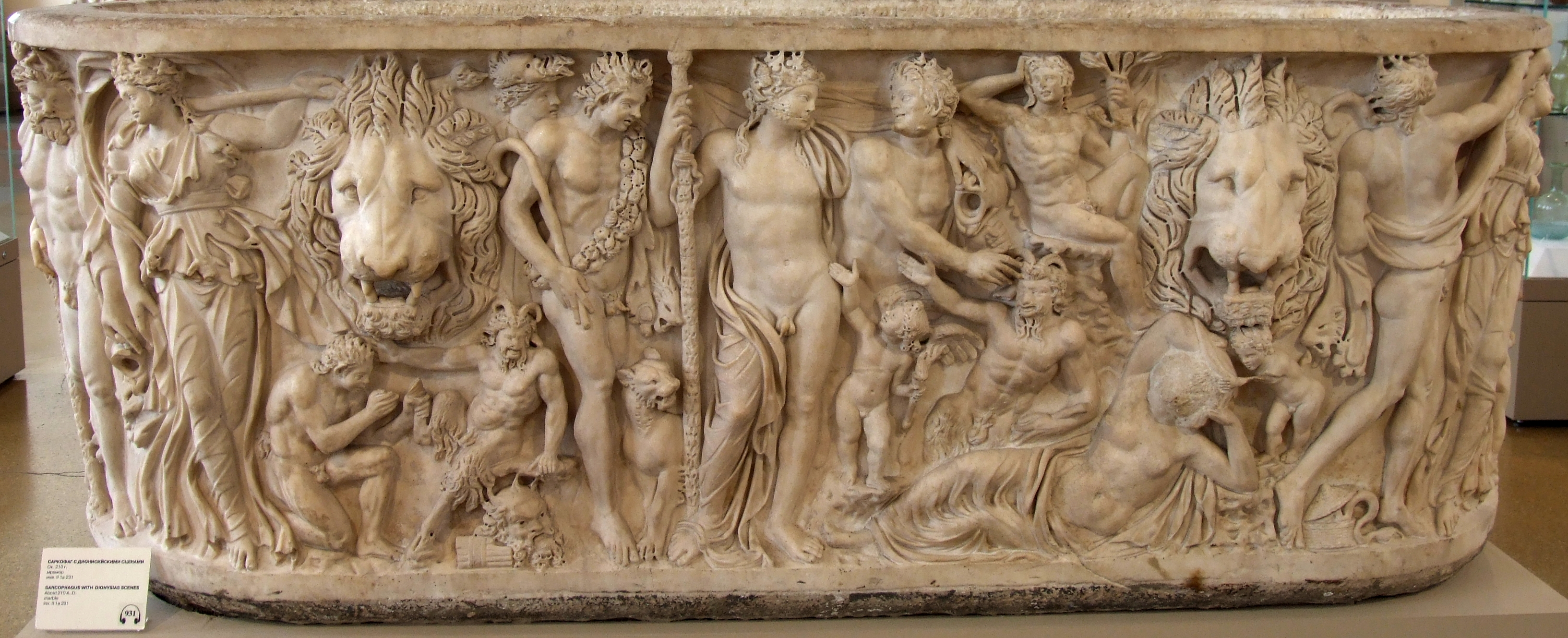
Escena dionisíaca en un sarcófago del.

Un orgion (ὄργιον, órgion o más usualmente, en plural ὄργια, orgia, órgia), en la religión de la Antigua Grecia, era un rito o forma de adoración extática característica de algunos cultos mistéricos. El órgión, en particular, era una ceremonia de culto a Dioniso (o Zagreo), celebrada extensamente en Arcadia, donde se daban bailes enmascarados 'desenfrenados' a la luz de las antorchas y el sacrificio de animales mediante cortes erráticos que evocaban el propio descuartizamiento y sufrimiento del dios a manos de los Titanes. Pausanias atribuye a Onomácrito los órgia para Dioniso explicando el papel de los Titanes en el desmembramiento y sufrimiento de Dioniso.
El arte y la literatura griega, así como algunos textos patrísticos, indican que los órgia implicaban también la manipulación de serpientes.
Los orgia pueden haber sido manifestaciones de culto anteriores a los propios misterios formales, como lo sugieren los ritos violentamente extáticos descritos en mitos griegos como los celebrados por Attis en honor de Cibeles que quedan reflejados en la voluntaria autocastración de sus sacerdotes, los Galli, en el período histórico. Los orgia tanto del culto dionisíaco como del culto a Cibeles pretenden derribar las barreras entre los celebrantes y la divinidad, entre lo terrenal y lo divino, por los que a través de un estado de exaltación mística se acerquen a su divinidad:
Los iniciados de las orgia órfica y báquica practicaron costumbres funerarias distintivas (ver Totenpass) expresivas de sus creencias en un Más Allá. Por ejemplo, estaba prohibido que los muertos llevasen lana.
Se han encontrado ofrendas en tumbas que aluden a la esperanza báquica del Más Allá, con representaciones dionisíacas y emblemas de los orgia dionisíacos del tipo de kymbala (címbalos), krótala (crótalos), hojas de hiedra, kíste o kálathos.
En la Antigua Grecia, además de los cultos y celebraciones estatales, existían otros como los orgia, que eran protagonizados por pequeños grupos, colegios o asociaciones cultuales. A los miembros de estos grupos se les denominaba orgeônes, y sus actividades estaban reguladas por ley. El culto de la diosa tracia Bendis fue organizado en Atenas por sus orgeônes ya en el período Arcaico.
La participación de las mujeres en los orgia, que en algunas manifestaciones eran exclusivas de mujeres, a veces llevaba a especulaciones lascivas e intentos de suprimir estos ritos. En 186 a. C., el senado romano intentó prohibir la religión dionisíaca (Senatus consultum de Bacchanalibus) por subversiva tanto moral como políticamente.
Para Isidoro de Sevilla, el equivalente en latín de orgia era caerimoniae ('ceremonias' en español), ritos arcanos de la religión de la Antigua Roma que habían sido preservados por los diversos colegios de sacerdotes.